# Julius Otto Scheidemantel
Julius Otto Scheidemantel (Döllnitz, Prússia, 29 de Junho de 1838 — Timbó, Santa Catarina, 17 de Dezembro de 1921), conhecido também por Júlio Scheidemantel, foi um colonizador prussiano de muita importância para o Vale do Itajaí, principalmente na cidade de Timbó, aonde juntamente com Frederico Donner contribuiu para a fundação e colonização da cidade.

## No início
Filho único de Johann Gottlob Scheidemantel e Emilie Auguste, Julius morou e estudou em Leipzig, formando-se em Maschinenbau (engenharia mecânica). Entre 1858 e 1867 Julius serviu no exército da Federação Prussiana, participando de combates na França, Áustria e Alemanha. Casou-se com Charlotte Bertha Hochheim em 16 de outubro de 1864 na cidade de Zwenkau.

## A Imigração para o Brasil
Impulsionado pela onda emigratória, Julius, sua esposa, mãe, dois irmãos e uma irmã da esposa embarcaram em 22 de outubro de 1867 em direção ao Brasil. Depois de 68 dias de viagem, o navio que transportava Julius chegou ao porto de Dona Francisca, em São Francisco do Sul. Após curta permanência em Joinville, Julius Scheidemantel e os demais membros da família seguiram para Blumenau. Em 1870 Julius já lecionava nas escolas comunitárias de Itoupava Seca e Itoupava Norte. Em dezembro de 1873 ele é enviado à Timbó pela direção da Colônia de Blumenau para ser o primeiro professor da cidade.

## Colonizador de Timbó
A cidade de Timbó havia sido criada recentemente em 12 de outubro de 1869 pelo colonizador Frederico Donner. Então, em dezembro de 1873, Julius começou a lecionar para aproximadamente 50 alunos na Deutsche EvangelischeSchulgemeinde Timbó, traduzido literalmente como Comunidade Escolar Alemã Evangélica de Timbó. Paralelamente com a carreira de professor, Julius Scheidemantel dirigia cultos, sepultamentos e preparava os confirmandos para a sua confirmação. Em 1893 a escola foi ampliada e em 1894 o número de alunos que frequentavam a escola chegou a 120. Julius lecionou ali até 1908 – por um período de 35 anos. Ele manteve ainda, por alguns anos, uma pequena escola particular na margem da estrada para Rodeio.
Na mesma época, Julius percebeu que em toda a região de Timbó não havia nenhuma farmácia e não atuava nenhum médico. Então adquiriu livros que ensinavam práticas da medicina e se aprofundou no estudo, começando a prestar serviços médicos à população. Esse serviço ele prestou a toda a população de Timbó e arredores durante muitos anos, pois só no final da primeira década de 1900 foi aberta uma farmácia em Timbó.

## Falecimento
Julius Otto Scheidemantel faleceu aos 83 anos em 17 de Dezembro de 1921. O professor é de grande importância para a história da cidade é homenageado em vários locais, entre eles, a rua na qual estava localizada a escola em que Julius lecionou e a Escola de Educação Básica Professor Júlio Scheidemantel.